# Medal for Merit

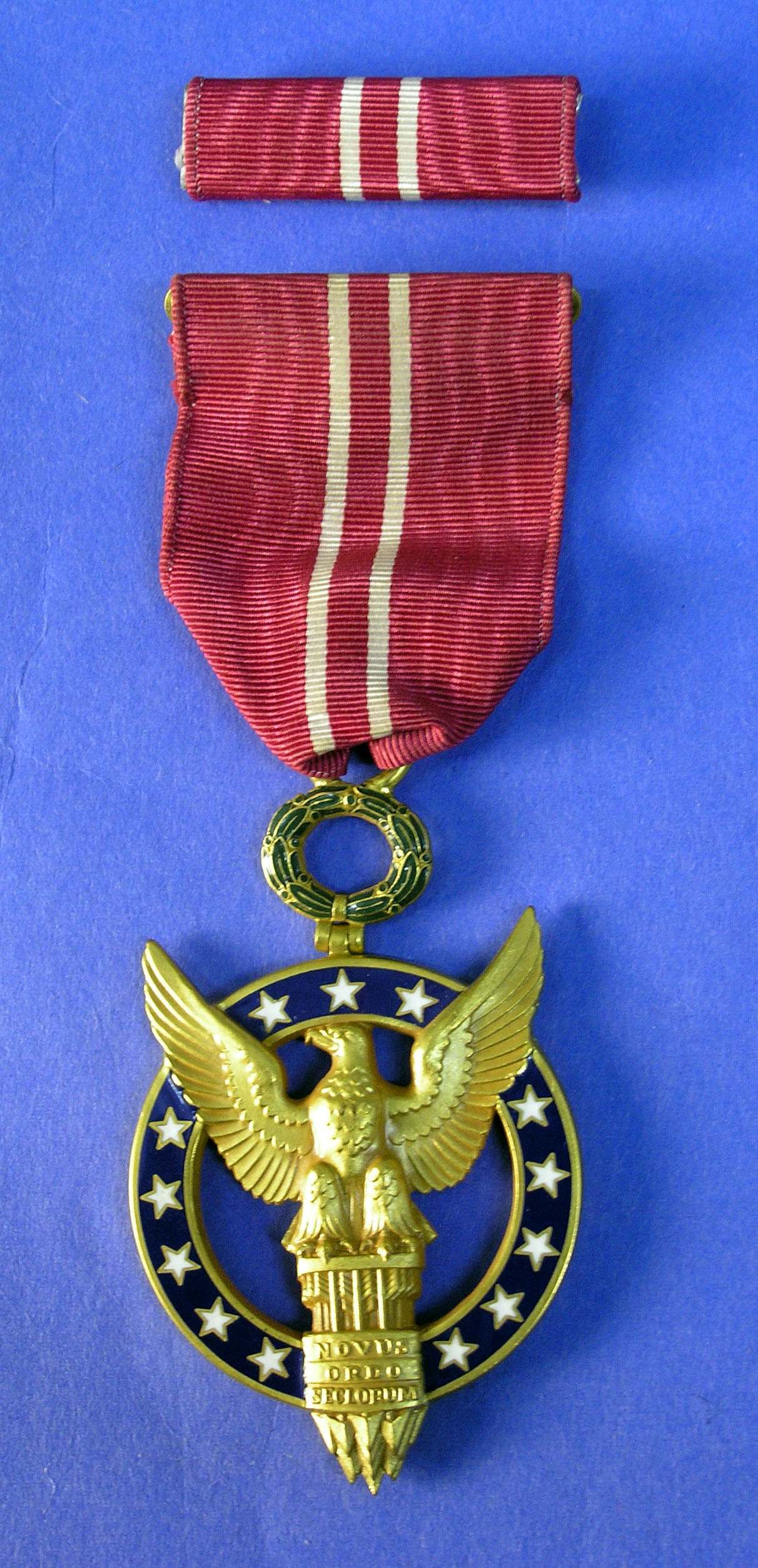
Medal for Merit mit Bandschnalle

Die Medal for Merit (englisch; „Verdienstmedaille“) war in der Zeit während und nach dem Zweiten Weltkrieg die höchste zivile Auszeichnung der Vereinigten Staaten von Amerika. Sie wird heute nicht mehr verliehen und wurde in ihrem Rang als höchste Zivilauszeichnung der USA von der Presidential Medal of Freedom sowie der Congressional Gold Medal abgelöst.

## Geschichte
Am 24. Dezember  1942 unterzeichnete Präsident Franklin D. Roosevelt die Verordnung Nr. 9286 zur Einrichtung einer Verdienstmedaille, um verdiente Personen des öffentlichen Dienstes während des Zweiten Weltkrieges zu ehren. Die Auszeichnung wurde auch als Presidential Medal for Merit bezeichnet.
Formell verliehen wurde sie für „besonders verdienstvolles Verhalten bei der Vollbringung herausragender Leistungen […] seit der Ausrufung eines Notstandes durch den Präsidenten am 8. September 1939“.
Zivilisten fremder Nationen konnten die Auszeichnung auch für außergewöhnlich verdienstvolle oder mutige Taten oder Handlungen erhalten, wenn diese zur Förderung der Kriegsanstrengungen der Alliierten vollbracht worden waren. Die Statuten wurden am 27. Mai 1947 erweitert. Nach dem 30. Juni 1947 konnten keine Vorschläge zur Verleihung der Auszeichnung eingereicht werden, als einer der Letzten wurde Al Jolson 1950 mit der Medaille geehrt.

## Träger (Auswahl)
- Dean Acheson (1947)
- Roger Adams (1948)
- Homer Burton Adkins (1948)
- Winthrop W. Aldrich (1946)
- Luis Walter Alvarez (1947)
- Robert Bacher (1946)
- James Gilbert Baker (1948)
- Irving Berlin (1945)
- Hendrik Wade Bode
- Vannevar Bush (1948)
- Joseph Desch (1947)
- Hugh L. Dryden
- William F. Friedman (1946)
- John C. Garand (1944)
- J. Edgar Hoover (1946)
- Bob Hope
- Cordell Hull (1947)
- Louis A. Johnson (1947)
- Al Jolson (1950)
- George W. Merck (1946)
- Raymond D. Mindlin
- Henry Morgenthau (1945)
- Philip McCord Morse (1946)
- J. Robert Oppenheimer (1946)
- Linus Carl Pauling (1948)
- Edgar Sengier
- John Wesley Snyder (1947)
- Charles S. Thomas
- Juan T. Trippe (1946)
- Fred M. Vinson (1947)
- Theodore von Kármán (1946)
- John von Neumann (1947)